# 24人の加藤あい
『24人の加藤あい』（にじゅうよにんのかとうあい）は、2001年4月4日（3日深夜）から同年9月26日（25日深夜）までTBSほか一部系列局で放送されていたバラエティ番組である。全26回。放送時間は毎週水曜 1:20 - 1:50 （火曜深夜、日本標準時）。

## 概要
24人の映像作家たちに加藤あいを使った30秒CMを制作させ、それらが完成するまでの過程を見せていたドキュメンタリータッチの深夜番組。通常は莫大な制作費を投入し、撮影だけで半年以上を掛けることも多々あるCM制作において、番組は制作費を100万円まで、加藤を拘束できる時間もわずか3時間のみというハンデを設け、いかに短い時間でコストを掛けずにCMを作り上げられるかを映像作家たちへの課題としていた。
番組には加藤あいのほか、CM制作に参加した映像作家たちが毎回1人ずつ出演していた。最終回の45分スペシャルには、この番組の企画者であるおちまさとが出演した。
テーマ曲はHAGANEの「A MASTERPIECE OF ARCHITECTURE」。
2001年内には、テレビでの放送内容に映像特典やその他の特典を加えたDVD上巻・下巻が順次発売された。これらは、TSUTAYAの店頭ならびに同店の通信販売サイトにて独占販売されていた。

## スタッフ
- 企画：おちまさと
- 衣装：future eyes
- 構成：ニコラス.B.スチュアート、ジュディ.M.クロフォード
- ナレーター：Vカルマ
- フォトグラファー：鈴木教雄
- 技術：ウイウイ・スタジオ
- ヘアメイク：土橋大輔
- スタイリスト：橋本庸子
- タイトル：瀬戸徹（THROUGH）
- CG：木村啓作（Tips）
- 編集・MA：IMAGICA
- 音効：梅田堅（佳夢音）
- 宣伝：安倍由美（TBS）
- WEB：内藤亜希子（TBS）
- 協力：ACC.CM情報センター
- キャスティング協力：石川宏明（プロシード）、佐藤雅之（プロシード）、福田篤史（DNA）、山田哲郎（DNA）、石王勝哉（DNA）
- 制作スタッフ：陣川友裕、霜田有香、饗庭素子、志水大介
- ディレクター：中山幹雄、庄司金之助
- プロデューサー：早瀬志都加
- 演出プロデューサー：おちまさと
- 制作協力：K-max
- 制作著作：TBS

## 放送リスト
| 回     | 回     | 放送日 （2001年） | 出演映像作家 |
| ------ | ------ | ----------------- | ------------ |
| 第1回  | A      | 4月4日            | 高田弘隆     |
| 第2回  | B      | 4月11日           | 東野哲也     |
| 第3回  | C      | 4月18日           | 鈴木浩介     |
| 第4回  | D      | 4月25日           | 青木克憲     |
| 第5回  | E      | 5月2日            | 猪股敏郎     |
| 第6回  | F      | 5月9日            | 鳥塚あかね   |
| 第7回  | G      | 5月16日           | 英勉         |
| 第8回  | H      | 5月23日           | 深田直樹     |
| 第9回  | I      | 5月30日           | 河野良武     |
| 第10回 | J      | 6月6日            | 柳川瀬雅英   |
| 第11回 | K      | 6月13日           | 清水英博     |
| 第12回 | L      | 6月20日           | 竹内スグル   |
| 第13回 | M      | 6月27日           | 田所貴司     |
| 第14回 | N      | 7月4日            | 那須充生     |
| 第15回 | O      | 7月11日           | 尾小山良哉   |
| 第16回 | P      | 7月18日           | 小松真弓     |
| 第17回 | Q      | 7月25日           | 庵野秀明     |
| 第18回 | Q      | 8月1日            | 庵野秀明     |
| 第19回 | 総集編 | 8月8日            | -            |
| 第20回 | R      | 8月15日           | 世継恭規     |
| 第21回 | S      | 8月22日           | 松原弘志     |
| 第22回 | T      | 8月29日           | 鮫島正一     |
| 第23回 | U      | 9月5日            | 赤崎充       |
| 第24回 | V      | 9月19日           | 八代眞奈美   |
| 第25回 | W      | 9月20日           | 柴田大輔     |
| 第26回 | X      | 9月26日           | おちまさと   |

## 関連商品

### 書籍
- 24人の加藤あい（2001年9月27日発売[1]（同年10月発行）、出版社：アスキー、ISBN 4-7561-3931-0）

　　収録風景などを撮影したメイキングブック

### ビデオ
- 24人の加藤あい A→L 上巻（発売元：TOLM RECORDS、販売元：カルチュア・パブリッシャーズ）

　　DVD：2001年9月1日発売　TOLMV-2001　80分　3800円(税抜き)
　　　　　初回版のみ生写真封入
　　レンタルビデオ：2001年12月21日レンタル開始
- 24人の加藤あい M→Z 下巻（発売元：TOLM RECORDS、販売元：カルチュア・パブリッシャーズ）

　　DVD：2001年11月1日発売　TOLMV-2002　101分　3800円(税抜き)
　　　　　初回版のみ生写真封入
　　レンタルビデオ：2001年12月21日レンタル開始
- 脚注

1. 1 2 3  “ASCII.jp：人気TV番組『24人の加藤あい』がDVDに”.   アスキー (2001年9月1日). 2017年2月16日閲覧。
2. ↑  この回のみ木曜 1:55 - 2:25 （水曜深夜）に放送。“加藤あいのTV出演情報 | ORICON NEWS”.  oricon ME. p. 18. 2017年2月16日閲覧。
3. ↑  最終回は水曜 1:20 - 2:05 （火曜深夜）の45分スペシャルで放送。
4. 1 2  “24人の加藤あい | グラビア（加藤あい）の動画・DVD - TSUTAYA/ツタヤ”.  株式会社TSUTAYA. 2017年2月16日閲覧。